# Brug 986
Brug 986 is een bouwkundig kunstwerk in Amsterdam-Noord.
De brug verzorgt voor voetgangers en fietsers de verbinding tussen de Duinluststraat en Beemsterstraat en het Baanakkerspark met daarbij in de omgeving de Jisperveldstraat. De brug werd ontworpen door Dirk Sterenberg werkend bij of voor de Dienst der Publieke Werken. Hij kwam met een twintig meter lange brug, die samen met de landhoofden een vijfentwintig meter brede afwateringstocht moest overspannen. De breedte van bijna negen meter is opgedeeld in vier meter elk voor voet- en fietspad, de rest is voor het dragen van de leuningen. Sterenberg liet het brugdek ondersteunen door twee jukken, die elk op twee zeshoekige brugpijlers staan. Alles is uitgevoerd in beton en staal (leuningen). Hij gaf op zijn bouwtekeningen aan dat de brugpijlers donkerbruin zouden moeten worden, maar de brug is uitgevoerd in de kleuren wit (overspanning, afrastering leuning), blauwgrijs (landhoofden en pijlers) en blauw (leuningen). De brug maakt deel uit van een fietsroute dwars door Amsterdam-Noord.
Een voorstel de brug in 2016 te vernoemen naar burgemeester Hendrik Johan Calkoen, burgemeester van Edam, maar eerder van Ilpendam en Landsmeer, vanwege zijn werk voor de inzameling van gelden na de Watersnoodramp van 1916, haalde het niet.

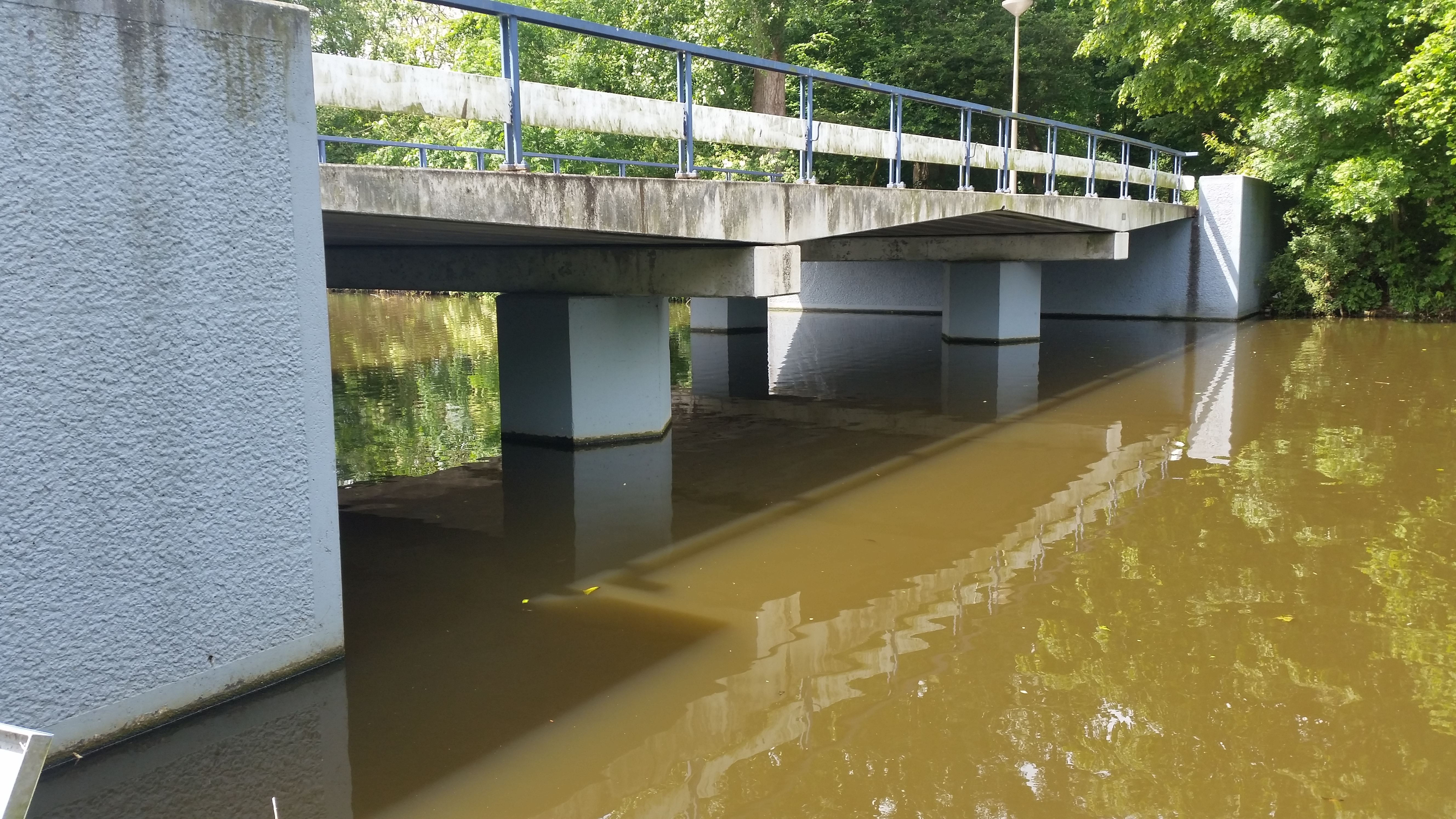
Zeshoekige pijlers met jukken (mei 2019)

<<< · 900 · 901 · 904 · 905 · 906 · 907 · 908 · 909 · 912 · 913 · 914 · 915 · 916 · 917 · 918 · 919 · 920 · 923 · 924 · 930 · 932 · 933 · 934 · 935 · 936 · 937 · 939 · 943 · 944 · 945 · 946 · 947 · 948 · 949 · 950 · 951 · 952 · 953 · 954 · 956 · 957 · 958 · 959 · 960 · 961 · 962 · 963 · 964 · 965 · 966 · 967 · 968 · 970 · 971 · 972 · 973 · 974 · 975 · 978 · 979 ·  980 · 981 · 984 · 985 · 986 · 987 · 988 · 989 · 990 · 991 · 992 · 993 · 994 · 995 · 996 · 997 · 998 · 999 · >>>
Brugnummers  902, 903, 910, 911, 920, 921, 922, 925, 926, 927, 928, 929, 931, 937, 938, 940, 941, 942, 955, 969, 976, 977, 982, 983 zijn niet (meer) vergeven.